# 並岡耕好
並岡 耕好（なみおか こうこう、生没年不詳）とは、江戸時代の浮世絵師。

## 来歴
師系・経歴不明だが、上方または大坂の絵師といわれている。作画期は明和の頃とされ、作に細判の紅摺絵と役者絵が知られる。

## 作品
- 「兎を抱く美人」　細版紅摺絵　ボストン美術館所蔵
- 「大黒天と子供」　細版紅摺絵